# شورای لائودیسه

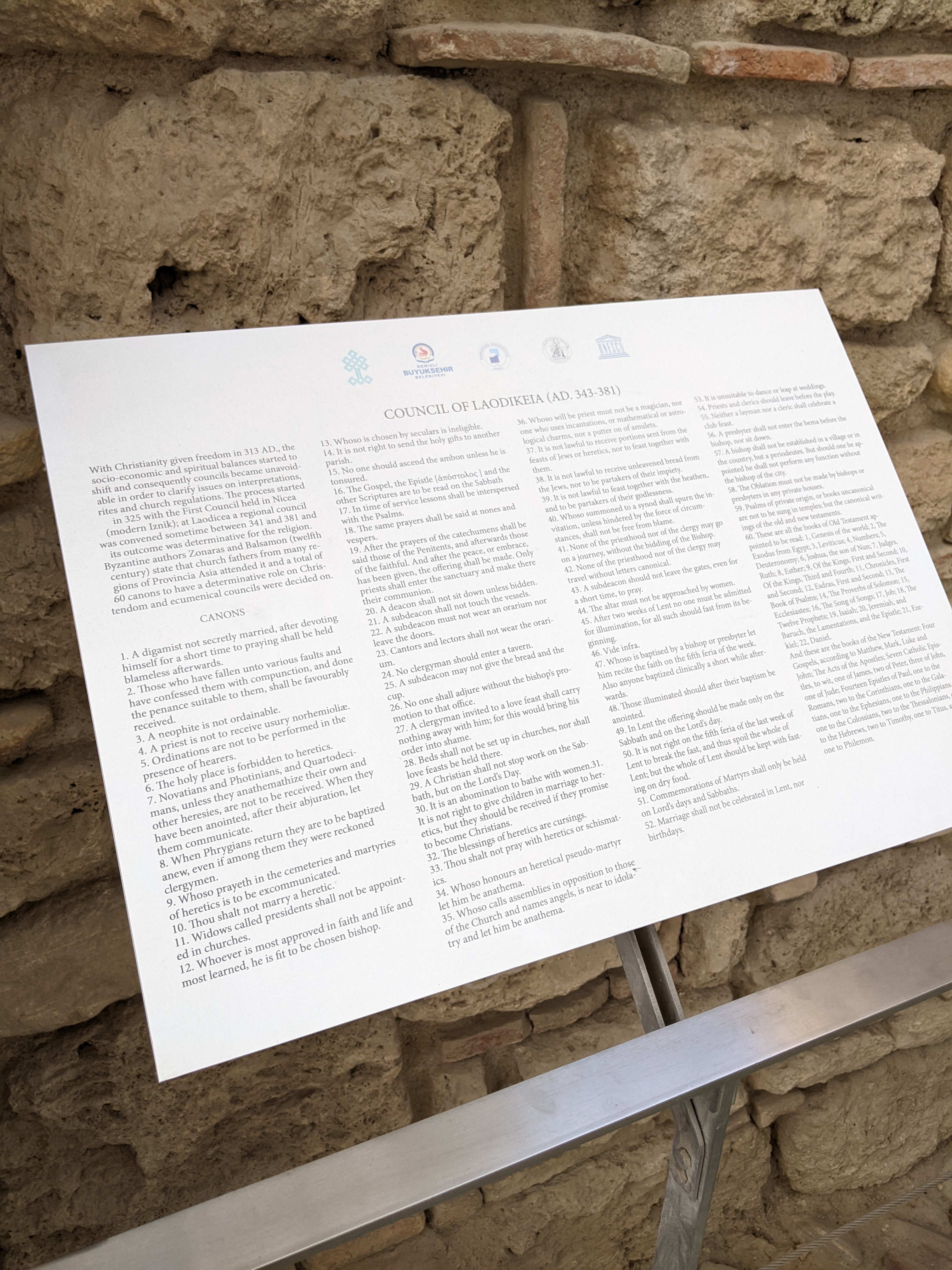
قوانین کلیسای لائودیسه در ویرانه‌های کلیسای مرکزی لائودیسه نصب شده‌است.

شورای لائودیسه (انگلیسی: Council of Laodicea) یک مجمع مسیحی منطقه ای یا سینود متشکل از حدود سی روحانی از آناتولی بود که در حدود ۳۶۳–۳۶۴ در لائودیکیه، فریگیه گرد آمدند.